# Ремез, Аарон
Аарон Ремез (ивр. אהרון רמז‎; 8 мая 1919, Тель-Авив — 3 апреля 1994, Иерусалим) — израильский военный и политический деятель и дипломат, сын Давида Ремеза. Второй командующий ВВС Израиля (1948—1950), член кнессета 3-го созыва, посол Израиля в Великобритании (1965—1970). Аарон Ремез также занимал должности члена правления концерна «Солель Боне», генерального директора концерна «Кур», Управления портов (1970—1977) и Управления аэропортов Израиля (1977—1981).

## Биография

### Детство и юность
Аарон Ремез родился в 1919 году в Тель-Авиве в семье одного из лидеров еврейского ишува в Палестине, Давида Ремеза. Учился в гимназии «Герцлия» и в годы учёбы принимал участие в молодёжном движении «Ха-маханот ха-олим», и уже в 1936 году присоединился к отрядам еврейской самообороны «Хагана».
По окончании гимназии Ремез проходил курс сельскохозяйственной подготовки в Гиват-Хаиме, а в 1938 году присоединился к «коммуне» инструкторов движения «Ха-маханот ха-олим» в Хайфе. В 1939 году он был направлен в США в качестве эмиссара сионистского движения «Ха-боним» и оставался там до 1942 года, подготавливая еврейскую молодёжь к иммиграции в Палестину. В рамках своей деятельности в США окончил курс лётчиков.

### Военная служба
После вступления США во Вторую мировую войну Ремез пошёл добровольцем в британскую армию, став боевым лётчиком. В годы службы в Королевских ВВС освоил теорию воздушной войны и организации военно-воздушных сил. В 1944 году женился на Иегудит Шварц. По окончании войны некоторое время продолжал службу в британских вооружённых силах и, в частности, в 1945—1946 годах служил в оккупационной зоне в Германии, участвуя в подготовке к иммиграции в Палестину уцелевших узников лагерей смерти. В 1947 году, уволившись из британской армии, Ремез вернулся в Палестину, присоединившись к кибуцу Кфар-Блюм. За годы службы в Королевских ВВС он налетал около 800 часов на «Харрикейнах» и «Темпестах».
После возвращения в Палестину Ремез стал членом штаба «Хаганы». В августе 1947 года Давид Бен-Гурион и руководство «Хаганы» поручили ему подготовить планы создания военно-воздушных сил будущего еврейского государства. После создания «Воздушной службы» — предшественницы ВВС Израиля — Ремез возглавил её оперативный отдел. В этой должности он руководил операциями по закупке оборудования и подготовкой британских военно-воздушных баз в Палестине к размещению там еврейской авиации. Вскоре он занял пост начальника штаба «Воздушной службы», а в июле 1948 года, менее через три месяца после основания Израиля, сменил Исраэля Амира в должности командующего ВВС Израиля.
Ремез возглавлял ВВС Израиля на протяжении большей части Войны за независимость, создавал их штаб, назначал старших офицеров, большинство из которых, как и он сам, имели за плечами боевой опыт в Королевских ВВС. Приняв военно-воздушные силы Израиля в момент, когда в их распоряжении, помимо лёгких и транспортных самолётов, было лишь несколько «Мессершмиттов», он организовал доставку на театр военных действий 50 «Спитфайров» чешской сборки, а также закупленных в США «Мустангов». Уже в августе 1948 года под руководством Ремеза была начата отработка операций по воздушной переброске войск, а через несколько недель началась операция «Авак» по воздушному снабжению окружённых еврейских поселений в южных районах Палестины. На посту командующего ВВС он предпринимал усилия по укреплению их позиций как отдельного вида вооружённых сил, со своим командованием, обладающим равными правами с командованием сухопутными силами и лишь минимально зависящим от Генерального штаба. Он добивался увеличения финансирования ВВС, предприняв для этого значительные усилия после окончания Войны за независимость, но столкнулся с решительным противодействием начальника Генштаба Игаля Ядина. Итогом противостояния с Ядином стало увольнение Ремеза с поста командующего ВВС в декабре 1950 года.
После этого Ремез был направлен министерством обороны Израиля в США с программой военных закупок. Он пробыл в США до 1953 года, за это время получив в Гарварде и Принстоне степень по управлению и международным отношениям. По возвращении в Израиль около года занимал должность советника министра обороны по вопросам авиации и ушёл в отставку с военной службы в 1954 году. Давид Бен-Гурион озвучивал намерение назначить Аарона Ремеза заместителем министра обороны, ответственным за военно-воздушные силы, но это назначение так и не состоялось — возможной причиной было противодействие Ядина.

### Дальнейшая карьера
Уже в 1954 году Ремез был включён в состав совета директоров принадлежащего Гистадруту концерна «Солель Боне», оставаясь в нём до 1959 года. Ряд источников сообщает также, что он занимал пост генерального директора другого профсоюзного концерна — «Кур». Он был избран в кнессет 3-го созыва от партии МАПАЙ и был членом комиссии по иностранным делам и безопасности, но сложил с себя депутатские полномочия в декабре 1957 года, через два с небольшим года после начала работы. По собственным словам Ремеза, этот шаг был вызван тем, что ветераны партии не прислушивались к его мнению и он чувствовал, что в качестве депутата зря теряет время. Вопросы авторитета стали и причиной его ухода из совета директоров «Солель Боне», где он не сошёлся характерами с генеральным секретарём Гистадрута Лавоном.
В 1959—1960 годах Ремез занимал должность административного директора института Вейцмана в Реховоте, а затем перешёл в министерство иностранных дел. Там он возглавлял отдел международного сотрудничества, а в 1965 году был назначен послом в Великобританию. На этом посту Ремез оставался до 1970 года, застав на нём Шестидневную войну, и принимал активное участие в выработке окончательных формулировок резолюции 242, принятой Советом Безопасности ООН по её следам. Эта окончательная формулировка, хотя и требует отступления Израиля с занятых в ходе войны территорий, была намеренно сделана достаточно неоднозначной, чтобы оставаться предметом различных трактовок на протяжении длительного времени.
Вновь вернувшись в Израиль в 1970 году, Ремез был назначен генеральным директором Управления портов Израиля и занимал эту должность до 1977 года, затем перейдя на пост генерального директора Управления аэропортов Израиля. С этой работы он ушёл в отставку в 1981 году. В последние годы жизни Ремез увлёкся сначала столярным делом, а затем живописью и скульптурой, смело применяя в своём творчестве дерево, пластик и другие необычные материалы. Его творчеству была посвящена крупная прижизненная персональная выставка, и он продолжал заниматься им до последних дней жизни.